# Erritsø Kirke
Erritsø Kirke ligger i Erritsø ca. 3 km SV for Fredericia (Region Syddanmark).

## Eksterne kilder og henvisninger
- Erritsø Kirke på KortTilKirken.dk
- Erritsø Kirke på danmarkskirker.natmus.dk (Danmarks Kirker, Nationalmuseet)

- Wikimedia Commons har flere filer relateret til Erritsø Kirke